# Neoconops glaber
Neoconops glaber är en tvåvingeart som beskrevs av Schneider 2010. Neoconops glaber ingår i släktet Neoconops och familjen stekelflugor. Inga underarter finns listade i Catalogue of Life.